# Zeig dein Gesicht
Zeig dein Gesicht (englischer Originaltitel Walking Naked) ist ein Jugendroman der australischen Autorin Alyssa Brugman, der 2002 beim australischen Zweig des Verlags Allen & Unwin veröffentlicht wurde. Die deutsche Erstausgabe in der Übersetzung des Ehepaars Ulli und Herbert Günther erschien 2004 beim Hanser Verlag.

## Inhalt
Perdita Wiguiggan ist ein Außenseiter an Megan Tuws Schule, mit der niemand etwas zu tun haben möchte. Schon gar nicht die Mitglieder von Megans elitärer Mädchen-Clique, die großen Wert auf das eigene Aussehen oder Kleidung legt und nur sehr restriktiv neue Mitglieder in ihre Gruppe aufnimmt. Als Megan wegen Aufsässigkeit eine Woche lang jeden Nachmittag nachsitzen muss, kommt sie allerdings gezwungenermaßen mit Perdita in Kontakt, die dieselbe Strafe absitzen muss. Der Freak, wie Perdita in der Schule genannt wird, stellt sich dort als ein höchst intelligentes und in Poesie verliebtes Mädchen heraus. Perdita überredet Megan, die Schule zu schwänzen und stattdessen gemeinsam mit ihr eine Literatur-Vorlesung bei Professor Sabio zu besuchen. Entgegen Megans Willen entwickelt sich eine Art Freundschaft zwischen den beiden. Doch Megans vermeintliche Freundinnen aus ihrer Clique, in der sich zuletzt Eifersüchteleien und Spannungen wegen eines geplanten Nacktlaufs gehäuft haben, bekommen mit, dass sich die beiden treffen. Megan ist hin- und hergerissen zwischen ihrer Gruppe und Perdita, die in fast allen Belangen so ganz anders, so kompromisslos, aber auch umso interessanter ist. Gerade als Perdita Megan brauchen würde, um ihr in einer schwierigen Situation als Freundin eine Stütze zu sein, entscheidet sich Megan für ihre Clique und weist Perdita mitten am Schulhof von sich. Perdita nimmt sich daraufhin das Leben. Megan fühlt sich schuldig und fühlt sich längere Zeit elend. Sie überredet Professor Sabio, eine öffentlich zugängliche Vorlesung zur Einführung in die Lyrik zu leiten. Als der Kurs mangels Interesse zu Ende geht, verrät Sabio Megan, dass er sich eine Tochter wie Perdita gewünscht hätte. Megan kommt schließlich über ihre Schuldgefühle hinweg und ist lediglich enttäuscht, dass Perdita nicht mehr da ist und sehen kann, dass auch sie inzwischen gelernt hat, nackt zu gehen.

## Rezeption
Melanie Kramers schreib in ihrer Rezension: „Eine Perdita Wiguiggan gibt es auf jeder Schule: jemand, dem der Stempel ‚anders‘ aufgedrückt wird, wegen eines körperlichen Leidens oder seltsamen Verhaltens, und der von den Mitschülern geschnitten wird. In diesem Portrait einer Teenager-Freundschaft zeigt Brugman, dass viele deswegen andere schikanieren, weil andere es vormachen und sie keine Außenseiter sein wollen. Perdita gilt als Freak, weil sie sich weigert, wie alle anderen zu sein, und Gedichte schreibt.“ Norah C. Piehl schreibt im Horn Book Magazine: „Obwohl der Plot ‚beliebtes Mädchen freundet sich mit Außenseiter an‘ bereits bekannt ist, zeichnet sich Brugmans Roman durch die Komplexität seiner beiden Hauptfiguren aus, von denen keine besonders sympathisch ist. Bemerkenswert ist auch die komplizierte Sprache des Romans, die sowohl ganze Gedichte als auch subtilere literarische Anspielungen enthält. Megans plötzliche Verwandlung in eine empfindsame Lyrikliebhaberin nach der Tragödie des Romans ist nicht ganz glaubwürdig; lebensnaher ist der Blick, den sie durch Perdita auf eine Welt außerhalb der Grenzen ihrer knallharten Clique gewinnt.“ In den Kirkus Reviews heißt es zu Brugmans Roman: „Mit Bedacht ausgewählte, geschickt platzierte Gedichte von William Blake, Christina Rossetti, Andrew Taylor und anderen bereichern eine provokative Abhandlung über Gruppendruck, Loyalität und das Leben mit den Folgen des Verrats. Ein schmerzhafter Blick auf die nackte Wahrheit.“

## Referenzen
Zeig dein Gesicht wird in dem literarischen Nachschlagewerk 1001 Kinder- und Jugendbücher – Lies uns, bevor Du erwachsen bist! für die Altersstufe 12+ Jahre empfohlen.

## Ausgaben
- Walking Naked. Allen & Unwin, Australien 2002 (englisch).
- Zeig dein Gesicht. Carl Hanser Verlag, München 2004.